# Magnus Samuelsson (calciatore 1972)
Magnus Samuelsson (Norrköping, 15 aprile 1972) è un ex calciatore svedese, di ruolo centrocampista.

## Carriera

### Club
Samuelsson giocò nel Norrköping dal 1990 al 1998, per poi passare ai norvegesi dello Haugesund. Conquistò la promozione nell'Eliteserien nel campionato 1999. Nel 2002 tornò in Svezia, per militare nelle file dell'Elfsborg. Dal 2007 al 2009 giocò nel Norrköping.